# Johan Joachim Flodin
Johan Joachim Flodin, född 27 augusti 1814 i Stockholm, död 9 januari 1872 i Stockholm, var en svensk bokförläggare, konsthandlare och målare. Han var bror till Sigfrid Flodin.
Han var son till guldsmeden Joakim Flodin och Sophia Christina Länder, han var gift med Johan Gustaf Lindmans dotter Emma Johanna Lindman.
Flodin var bokhandelselev ock affärsbiträde hos boktryckaren och bokhandlaren P G Berg samt biträde i W. Isbergs bokhandel 1838–1842. Han etablerade en egen förlagsrörelse 1840 och grundade en bokhandel i Stockholm 1843 på Malmtorgsgatan 3 på Norrmalm och kom efter några år att ta över Gamla stans plats som bokhandelscentrum. På denna plats förblev bokhandeln ända till hans död 1872.
Flodin var en inom svensk förlagsverksamhet synnerligen aktiv person, han var sekreterare i Bokförläggarföreningen 1853–1862 och utgivare av skrifterna Intelligensblad för svenska bokhandeln och Förteckning öfver svenska bokhandelns utkomne böcker 1855–1859. Han ställde ut sin konst tillsammans med Konstnärsgillet. Vid sidan av sitt arbete som förläggare skrev han för den tiden ett par populära skådespel.
Makarna Flodin är begravda på Norra begravningsplatsen utanför Stockholm.